# CDM Smith
CDM Smith ist ein US-amerikanisches, international tätiges Ingenieurbüro in den Geschäftsfeldern Wasser, Umwelt, Infrastruktur, Bauwerke, Energie und Geotechnik. Die unabhängige Gesellschaft ist in Mitarbeiterbesitz und bearbeitet Projekte für öffentliche und private Kunden in über 100 Ländern. In der US-amerikanischen Fachzeitschrift Engineering News Record belegt CDM Smith Platz 24 bei den 2017 Top 500 Design Firms und Platz 14 bei den 2017 Top 200 Environmental Firms.

## Geschichte
Camp Dresser & McKee (CDM) wurde im Jahr 1947 von Thomas Camp mit seinen Partnern Herman Dresser und Jack McKee als zunächst regional tätige Beratungsfirma für Wasserversorgung und Gewässerschutz gegründet. Die Unternehmensausweitung in den Vereinigten Staaten und international begann in den 1960er Jahren. In den folgenden sechs Jahrzehnten entwickelte sich CDM durch eine Kombination aus organischem Wachstum und Akquisitionen zu einem weltweiten Unternehmen. Im Jahr 2011 übernahm CDM den US-amerikanischen Verkehrswegeplaner Wilbur Smith Associates mit 1.000 Mitarbeitern und firmierte zu CDM Smith um.

## Konzernstruktur
Unter dem Dach der CDM Smith SE firmieren folgende Tochtergesellschaften:
- CDM Smith SE (Deutschland)
- CDM Smith Sp. z o.o. (Polen)

## CDM Smith SE Deutschland
In Deutschland reichen die Wurzeln des Unternehmens bis 1953 zurück. In CDM Smith Deutschland gingen durch Fusionen und Akquisitionen unter anderem die Ingenieurbüros Jessberger + Partner, Amann Infutec Consult, Jungbauer sowie Baugrund Berlin ein. Der Zusammenschluss mit CDM vollzog sich seit 1997. Heute ist die CDM Smith SE eine hundertprozentige Tochtergesellschaft von CDM Smith und beschäftigt rund 800 Mitarbeitende an 14 Standorten in Deutschland. Der Firmensitz ist in Bochum. Die Geschäftsführung der CDM Smith SE in Europa besteht aus Ralf Bufler (Vorsitz) und Andreas Roth.
Bundesweit und international ist CDM Smith an vielen Projekten beteiligt. Hierzu zählen die Stabilisierung des schiefen Turms von Pisa mit Hilfe der Bodenvereisung, die Ertüchtigung des Sylvensteinspeichers in den bayerischen Alpen, die Flächenreaktivierung und Erschließung des stillgelegten Opel-Werks 1 in Bochum, die U-Bahn-Linie 5 in Berlin („Unter den Linden“), die Grundwasserabsenkung in der Altstadt Kairos oder der Bau einer neuen Seilbahn auf der Zugspitze. Derzeit begleitet CDM Smith unter anderem die Tunnelquerung des Sueskanals in Ägypten und übernimmt Planungsprüfung und Bauüberwachung. Bei der Entstehung des neuen Teilchenbeschleunigers FAIR in Darmstadt leistete CDM Smith unter anderem hinsichtlich Baugrunduntersuchungen und in-situ-Verfahren Vorarbeit.
Für das Stadtentwicklungsprojekt „Alte Weberei in Tübingen-Lustnau“ erhielt CDM Smith mit der Stadt Tübingen den Flächenrecyclingpreis 2016 des Landes Baden-Württemberg. Außerdem gewann CDM Smith mit dem Erlebnisaufzug zur Burg Altena den 1. Preis im Wettbewerb der Ingenieurkammer Bau Nordrhein-Westfalen 2014 in der Kategorie „Barrierefreiheit“. Als Projektpartner der Bochum Perspektive 2022 GmbH durfte sich CDM Smith über den Polis Award 2019 in der Rubrik „Urbanes Flächenrecycling“ freuen. Im Rahmen des Projekts „Mark 51°7 – erfolgreiche Reaktivierung des Bochumer Ostens“ werden 70 ha eines ehemaligen Industriestandortes modernisiert. Auch das in Kooperation mit der Düsseldorfer Agentur Koenigsfilm entstandene Imagevideo „Reviving Offenbach“ wurde mehrfach prämiert, unter anderem mit Gold in der Kategorie „Recruitment“ bei den MarCom Awards 2018 sowie mit Silber in der Kategorie „Corporate“ im Rahmen des Muse Awards 2019.